# 20343 Vaccariello
20343 Vaccariello este un asteroid din centura principală de asteroizi.

## Descriere
20343 Vaccariello este un asteroid din centura principală de asteroizi. A fost descoperit pe 21 aprilie 1998 la Socorro, New Mexico, în cadrul proiectului LINEAR. Asteroidul prezintă o orbită caracterizată de o semiaxă mare de 2,52 ua, o excentricitate de 0,09 și o înclinație de 4,4° în raport cu ecliptica.